# Litouwse Kronieken
De Litouwse Kronieken (Wit-Russisch: Літоўская хроніка, Litowskaja chronika, Litouws: 'Lietuvos metraščiai) zijn drie redacties van middeleeuwse en vroegmoderne kronieken samengesteld in het grootvorstendom Litouwen. 
De eerste redactie, opgesteld in 1420, verheerlijkt Vytautas de Grote en ondersteunde zijn zijde in machtsstrijd. 
De tweede redactie, samengesteld in de eerste helft van de 16e eeuw, begon de mythe van de Romeinse oorsprong der Litouwse vorsten. Het gaf een fantasievolle genealogie van Polemon, een edelman uit het Romeinse Rijk, die met een gevolg van 500 Romeinse edelen het vorstendom opgericht zou hebben. Deze adellijke afkomst van de Litouwers was belangrijk in de culturele rivaliteit met het Koninkrijk Polen. 
De derde redactie, die alleen bekend is uit de Bychowieckroniek, werkt deze legende nog verder uit. Ze geeft echter ook nuttige informatie over de tweede helft van de 15e eeuw. 
De drie redacties, de eerste bekende historische verslagen uit het Grootvorstendom, vormden de basis voor de geschiedschrijving van Litouwen. Alle middeleeuwse en vroegmoderne historici gebruikten deze kronieken, die in 22 bekende transcripties overgeleverd zijn, als basis voor hun geschriften.

## Eerste redactie
De Eerste of de Korte redactie (ook bekend als de Kroniek van de hertogen van Litouwen of Letopisec Litovskii) werd ergens in de jaren 1420 opgesteld, toen Vytautas als koning van Litouwen hoopte te worden gekroond. Deze redactie omvatte de vroegst bekende historische verslagen uit het Grootvorstendom Litouwen: 
Dis ist Witoldes sache wedir Jagalan und Skargalan, een klaagschrift en gedenkteken in 1390 door Vytautas (Witoldes) tijdens de Litouwse Burgeroorlog geschreven. Dit document beschrijft zijn machtsstrijd met zijn neven Jogaila en Skirgaila in 1379-1390 en steunde zijn aanspraken op Trakai en de titel van Grootvorst van Litouwen. Twee vertalingen van dit document zijn overleverd: een Latijnse Origo regis Jagyelo et Witholdi ducum Lithuaniae uit de 15e eeuw en een Russische Litovskomoe rodoe Potsjinok uit de 14e eeuw. Later werd dit document uitgebreid met gebeurtenissen tot 1396. Het vormde de ruggengraat van de eerste kroniek.
Deze eerste redactie is slechts overleverd via latere transcripties en compilaties. De vroegst bekende compilatie werd rond 1446 in Smolensk opgesteld door bisschop Gerasim en zijn bediende Timofei. De compilatie bevatte ook een lofschrift aan Vytautas, geschreven door Gerasim, een verhandeling over Podolië, geschreven in 1431-1435 om de Litouwse aanspraken tegen Polen in de Litouwse Burgeroorlog te ondersteunen, een beschrijving van een machtsstrijd tussen Švitrigaila en Sigismund Kęstutaitis, een korte samenvatting van de kronieken van Moskou (854-1428), en de meest recente gebeurtenissen in Smolensk (1431-1445 ). Deze compilatie is ook niet in de oorspronkelijke staat overleverd, maar via verschillende transcripties:
- Avraamka-kroniek, samengesteld door een Smolensker monnik genaamd Avraamka in 1495
- Oevarov-kroniek, ook wel bekend als Sloetsk-kroniek, samengesteld door het hof van Olelkovitsj, prins van Sloetsk en afstammeling van Gediminas in de 15e eeuw
- Supraśl-kroniek, opgesteld in het midden van de 15e eeuw en bewaard in een exemplaar uit 1519 gevonden in het orthodoxe klooster van Supraśl

## Tweede redactie
De tweede, meer uitgebreide, redactie (ook bekend als de Kroniek van het Groothertogdom Litouwen en Samogitië) werd samengesteld in de tweede helft van de 15e en het begin van de 16e eeuw. De definitieve versie ontstond waarschijnlijk rond 1520 aan het hof van Albertas Goštautas. 
De redactie trekt de stichting van de Litouwse staat terug tot in de 1e eeuw, toen de legendarische Polemon het Romeinse Rijk ontvluchtte en zich aan de monding van de Dubysa vestigde. Hij stichtte de dynastie der Palemoniden en werd de eerste heerser van Litouwen. Dit legendarische deel wordt gevolgd door een herziening van de eerste redactie, waarin de afstamming van de Gediminiden wordt beschreven. Mindaugas, de eerste koning van Litouwen gekroond in 1253, en andere oudere historisch geattesteerde vorsten worden volledig overgeslagen. 
Hoewel veel moderne historici de tekst als nutteloos beschouwen, bevat het toch bruikbare fragmenten van de Litouwse geschiedenis uit eerdere documenten en kronieken. Ook de mythische Palemon is een goed voorbeeld van de politieke spanningen en culturele ideologie van de Litouwse adel in de 16e eeuw. Deze mythe diende de Litouwse belangen in conflicten met Polen en Rusland. Polen, dan in personele unie met Litouwen, beweerde dat het de beschaving in dit barbaarse heidense land bracht. Door het creëren van fantasievolle genealogieën, en het koppelen van de Litouwers met de edele Romeinen, kon de Litouwse adel deze claims tegengaan en de vraag naar politieke onafhankelijkheid steunen.
Deze redactie geeft zelden specifieke datums en bevat verschillende verhalen die door 19e-eeuwse nationalisten werden gekoesterd: legenden hoe Gediminas Vilnius oprichtte na zijn dromen over de IJzeren Wolf, hoe Kęstutis de heidense priesteres Birutė tot zijn vrouw nam, hoe Vytautas zijn gasten op de conferentie in Loetsk van 1429 rijkelijk behandelde, enz. Onder deze waren ook enkele feitelijke verhalen, zoals de drie belegeringen van Moskou door Algirdas. De vorm verschilt duidelijk van andere Slavische kronieken die meest een jaar-op-jaar lijst met elkaar verbonden gebeurtenissen opnoemen. De delen over Roethenië en het Grootvorstendom Moskou zijn in de tweede redactie ook aanzienlijk ingekort en gefragmenteerd, waardoor de tekst voornamelijk over Litouwen gaat. 
De kroniek was populair en werd vaak gekopieerd. Minstens vijf verschillende versies zijn overleverd. Het heeft de politieke geest van de Litouwse adel gevormd, vormde de basis voor de Litouwse geschiedschrijving, en inspireerde vele literaire werken.

## Derde redactie
De derde en meest uitgebreide redactie staat bekend als de Bychowieckroniek. Ze is gebaseerd op de tweede redactie. Er wordt aangenomen dat deze redactie rond dezelfde tijd als de tweede redactie werd opgesteld, met steun van Albertas Goštautas. De enige bekende versie werd ontdekt in een landhuis van Aleksander Bychowiec en werd in 1846 gepubliceerd door Teodor Narbutt. 
Deze transcriptie is bijgewerkt en omvat gebeurtenissen tot 1574. In het begin waren er twijfels over de authenticiteit, en sommige vermoedden een vervalsing door Narbutt. De twijfels werden geïnspireerd door haar plotselinge ontdekking en haar merkwaardige gelijkenis met de kronieken van Maciej Stryjkowski. Ook bekende Narbutt een aantal andere documenten te hebben vervalst. Daarentegen is nieuw bewijsmateriaal aan het licht gekomen dat delen van de kroniek al in 1830 werden gepubliceerd. Sommige historici suggereren nu dat de gelijkenis met de werken van Stryjkowski het gevolg is van het gebruik van hetzelfde document, misschien zelfs de oorspronkelijke derde redactie, als bron.
De patriottische thema's worden zelfs verder uitgewerkt dan in de tweede redactie. De Palemon-legende wordt verder uitgewerkt: om de chronologie te verbeteren werd Palemon verplaatst naar het Rome van de 5e eeuw, verwoest door Attila de Hun. Ook Mindaugas en andere historische hertogen werden in de legende opgenomen. Het richt zich ook meer op de katholieke kerk dan de eerdere revisies, die meer aandacht besteedden aan de oosterse orthodoxie. Het is een belangrijke bron voor de late 15de eeuw gebeurtenissen, vooral de jaren van Alexander de Jagielloon.